# Murphy Burnatowski
Murphy Burnatowski, né le 18 juillet 1991, à Kitchener, en Ontario, est un joueur canadien de basket-ball. Il évolue au poste d'ailier.

## Palmarès
- 3e du championnat des Amériques -18 ans 2008